# Gelaman
Gelaman is een bestuurslaag in het regentschap Sumenep van de provincie Oost-Java, Indonesië. Gelaman telt 3104 inwoners (volkstelling 2010).